# Nationaldemokratiska partiet i Tyskland
National-Demokratische Partei Deutschlands (NDPD) var ett av blockpartierna i Östtyskland. Det grundades 1948 och stödde Tysklands socialistiska enhetspartis politik. 
Den sovjetiska ockupationsmakten tillät 1945 bildandet av politiska partier i sin ockupationszon. Under de första månaderna efter nazismens fall återuppstod sålunda kommunistiska KPD och socialdemokratiska SPD (vilka senare skulle tvingas att slå sig samman under beteckningen SED). SED grundade i sin tur NDPD som en slags konstgjord opposition tillsammans med bland annat ett östtyskt CDU och ett liberalt parti motsvarande västs FDP i form av LDPD. Tillsammans kallades dessa blockpartierna. Det nationaldemokratiska partiet skulle ge de nationalkonservativa människorna ett politiskt hem och vägleda dem att identifiera sig med den socialistiska staten. Till skillnad från öst-CDU och öst-liberalerna som skulle ge sken av att vara östliga motsvarigheter till respektive parti i väst, hade NDPD dock inte ens på pappret något gemensamt med det i Västtyskland aktiva Nationaldemokratische Partei Deutschlands (NPD), som bildades 1964 och är nazistiskt.
Partiet hade i slutet av 1980-talet över 110.000 medlemmar. Vid de första fria valen i Östtyskland 1990 fick National-Demokratische Partei Deutschlands endast 0,39 procent. I samband med den tyska återföreningen senare samma år, gick NDPD upp i det dittills västtyska liberala partiet FDP.